# Pišteti
Pišteti su krški bunari u Radošiću. Preventivno su zaštićeno kulturno dobro.

## Opis dobra
Građeni su od 17. do 20. stoljeća. Bunari Pišteti smješteni su južno od zaseoka Rajčići, zapadno od zaseoka Bejići i sjeveroistočno od crkve sv. Jurja. Skupinu bunara Pišteti sačinjava veliki broj bunara otvorenog i zatvorenog tipa. U njima se nalazi pitka voda visoke kvalitete, koja je služila za piće i napajanje stoke. Lokalitet se visoko valorizira kao osebujni primjer predindustrijskog vodoopskrbnog sustava sela Radošića koji je nastao najvjerojatnije u 17. stoljeću.

## Zaštita
Pod oznakom P-5057 zavedeni su kao nepokretno kulturno dobro - kulturno-povijesna cjelina, pravna statusa preventivno zaštićena kulturnog dobra, klasificirano kao "ostalo".